# Live USB

安裝了Ubuntu的live USB，正在執行Firefox、OpenOffice和Nautilus

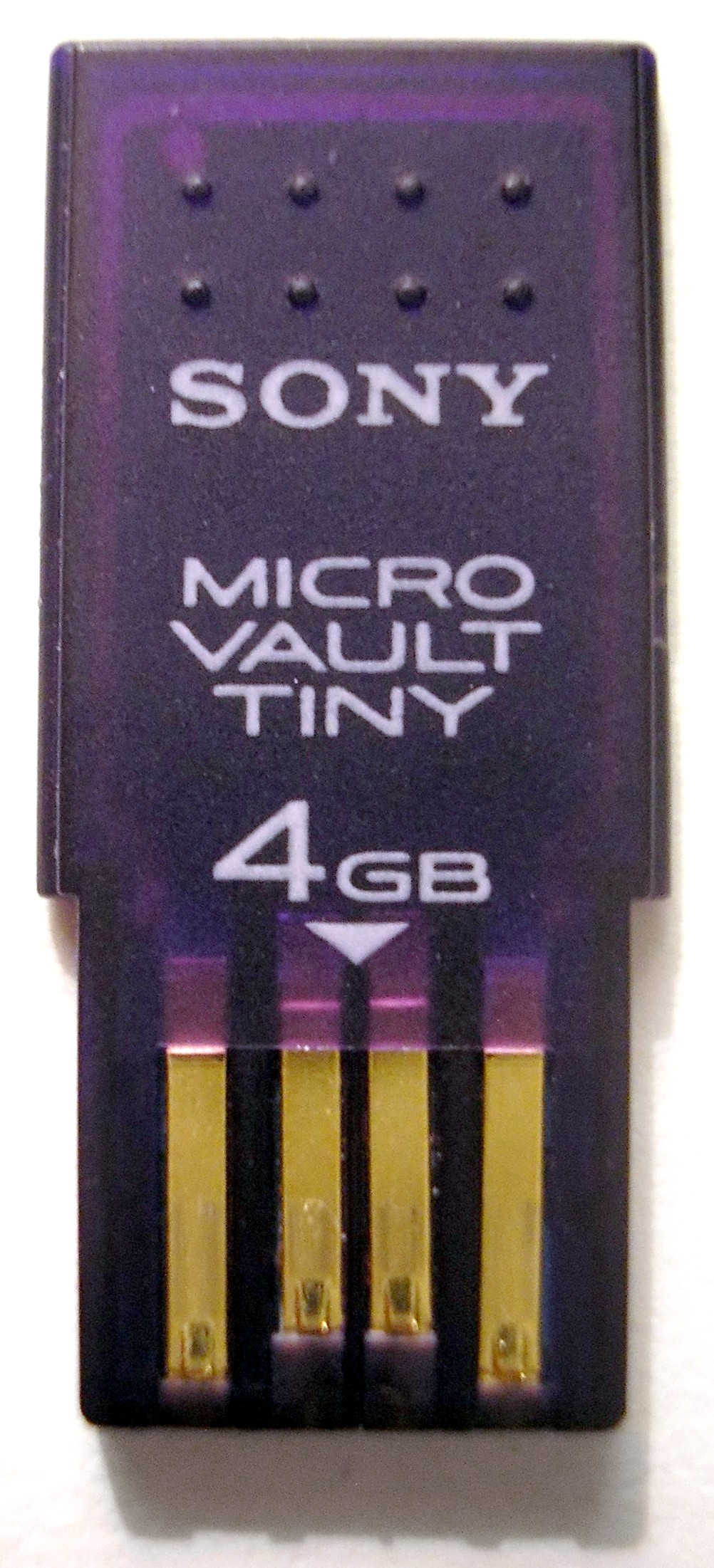
USB隨身碟

Live USB 是USB隨身碟或USB硬碟，裡面含有完整的作業系統，可以被用來開機（booting）。Live USB很像live CD，但基本上有能力更改設定，而且可以把軟體安裝回USB裝置上。像live CD一樣，live USB可以使用在嵌入式系統系統管理（embedded systems system administration），資料還原（data recovery），或是不需要把作業系統安裝到主機硬碟（local hard disk drive）裡的測試。許多作業系統，包含微軟的Windows XP Embedded和許多Linux套件和BSD可以被安裝在隨身碟上使用。